# Давио, Аллен
Аллен Давио (англ. Allen Daviau; 14 июня 1942, Новый Орлеан — 15 апреля 2020) — американский кинооператор. Лауреат премии BAFTA за лучшую операторскую работу в фильме «Империя солнца».

## Биография
Родился 14 июня 1942 года в Новом Орлеане. В 1960 году окончил среднюю школу Лойолы в городе Лос-Анджелес. Работать кинооператором начал в 1967 году снимая короткометражки и документальные фильмы. Первым известным фильмом для него стала картина 1982 года «Инопланетянин» режиссёра Стивена Спилберга. За работу над этим фильмом Аллен Давио был номинирован на премии «Оскар» и BAFTA. После «Инопланетянина» Давио и Спилберг работали вместе на съемках фильмов «Сумеречная зона», «Цветы лиловые полей» и «Империя солнца». Также известен по работе с режиссёром Барри Левинсоном на фильмах «Авалон» и «Багси».
Член Американского общества кинооператоров с 1985 года.

## Избранная фильмография
- 1982 — Инопланетянин / E.T. The Extra-Terrestrial (реж. Стивен Спилберг)
- 1983 — Сумеречная зона / Twilight Zone: The Movie (реж. Стивен Спилберг)
- 1985 — Цветы лиловые полей / The Color Purple (реж. Стивен Спилберг)
- 1985 — Агенты Сокол и Снеговик / The Falcon and the Snowman (реж. Джон Шлезингер)
- 1987 — Империя солнца / Empire of the Sun (реж. Стивен Спилберг)
- 1987 — Гарри и Хендерсоны / Harry And The Hendersons (реж. Уильям Дир)
- 1990 — Авалон / Avalon (реж. Барри Левинсон)
- 1991 — Багси / Bugsy (реж. Барри Левинсон)
- 1991 — Защищая твою жизнь / Defending Your Life (реж. Альберт Брукс)
- 1993 — Бесстрашный / Fearless (реж. Питер Уир)
- 1995 — Конго / Congo (реж. Фрэнк Маршалл)
- 1999 — Жена астронавта / The Astronaut’s Wife (реж. Рэнд Рэвич)
- 2004 — Ван Хельсинг / Year of the Dog (реж. Стивен Соммерс)

## Награды и номинации
- Премия «Оскар» за лучшую операторскую работу
  - номинировался в 1983 году за фильм «Инопланетянин»[8]
  - номинировался в 1986 году за фильм «Цветы лиловые полей»[9]
  - номинировался в 1988 году за фильм «Империя солнца»[10]
  - номинировался в 1991 году за фильм «Авалон»[11]
  - номинировался в 1992 году за фильм «Багси»[12]

- Премия BAFTA за лучшую операторскую работу
  - номинировался в 1983 году за фильм «Инопланетянин»[13]
  - Лауреат 1989 года за фильм «Империя солнца»[14]

- Премия Американского общества кинооператоров
  - Лауреат 1987 года за фильм «Империя солнца»[15]
  - номинировался в 1990 году за фильм «Авалон»[15]
  - Лауреат 1991 года за фильм «Багси»[15]